# Stranda
Stranda ist ein Ort und eine Kommune im norwegischen Fylke Møre og Romsdal.

## Kommune
In der Kommune befinden sich Geiranger (ca. 250 Einwohner), Hellesylt (ca. 680 Einwohner), Liabygda (ca. 260 Einwohner) und die Hauptstadt der Kommune, Stranda (ca. 3500 Einwohner). Stranda Kommune liegt am Storfjord im Inneren Sunnmøre. Die Fläche beträgt 867 km². Das nahe gelegene Åkerneset-Gebirge wird für instabil gehalten; ein Bergsturz könnte einen Tsunami verursachen. Deshalb wird es nun regelmäßig messtechnisch überwacht. Roar Uthaug verfilmte in seinem 2015 erschienenen Katastrophenfilm „The Wave – Die Todeswelle“ (Originaltitel: Bølgen) die verheerenden Auswirkungen eines solchen Tsunamis.
Von Hellesylt gibt es eine regelmäßige Fährverbindung durch den Geirangerfjord nach Geiranger.

## Ort Stranda

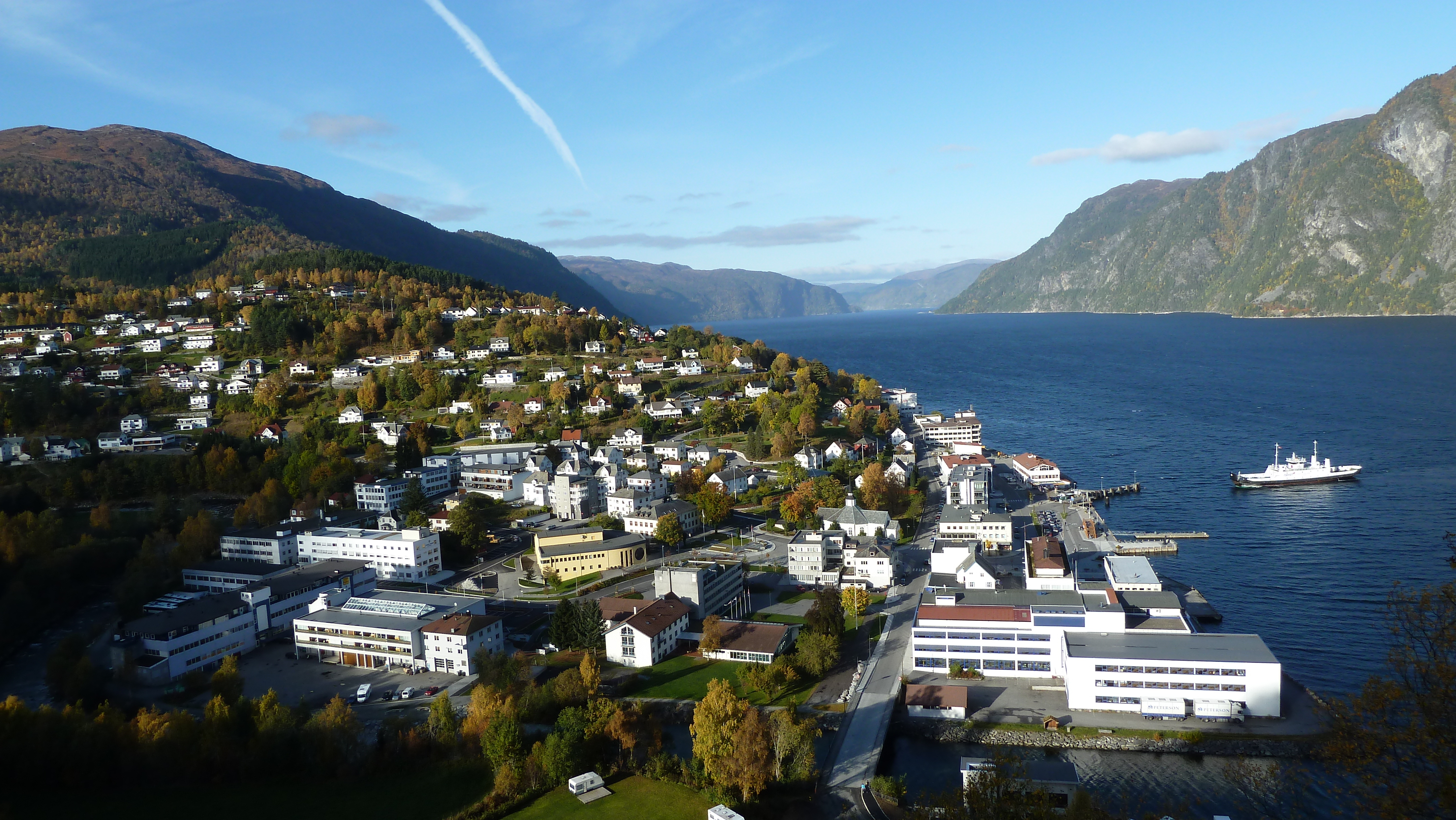
Stranda (Ort)

Stranda wurde im beginnenden 19. Jahrhundert als strǫnd gegründet und erhielt seinen Namen nach der Lage am Strand des Fjordes, ab 1918 auch stranden geschrieben.
In Stranda spielt die Industrie eine große Rolle, vor allem die Möbel- und Fleischindustrie. In Stranda befinden sich sowohl die größte und modernste Pizzafabrik (Grandiosa) als auch die modernste Abdeckerei Norwegens. Hier gibt es eine Fährverbindung über den Fjord.
Nennenswerte Gebäude in Stranda sind das Rathaus, eine hölzerne Kirche aus dem Jahre 1838 sowie zwei weitere religiöse Einrichtungen und ein Kulturgebäude für die Volksbibliothek und als Kino. Stranda hat zwei weiterführende Schulen, zum einen die private christliche Vestborg vidaregåande skule, zum anderen die öffentliche Stranda vidaregåande skule. Die Hauptstraße führt außerdem an einem größeren Sportstadion vorüber.

## Kirchen in der Kommune
Die Norwegische Kirche unterhält in der Region vier Kirchengebäude. Sie gehören zur Diözese von Møre. Außer dem oben genannten Gotteshaus direkt in Stranda sind das die Liabygda kyrkje (eingeweiht 1917), die Sunnylven kyrkje in Hellesylt (eingeweiht 1859) und die Geiranger kyrkje aus dem Jahr 1842.

## Persönlichkeiten
- Peter Opsvik (1939–2024), Industrie- und Möbeldesigner sowie Jazzmusiker
- Arve Henriksen (* 1968), Jazztrompeter
- Frank Edvard Sve (* 1968), Politiker

## Wappen
Das moderne Wappen wurde von Jarle Skuseth entworfen und am 2. Mai 1986 amtlich eingeführt. Die dreieckigen diagonal angeordneten Flächen symbolisieren Fjorde, Berge und den Strand.